# Мічигамм (Мічиган)
Мічигамм (англ. Michigamme) — переписна місцевість (CDP) в США, в окрузі Маркетт штату Мічиган. Населення — 255 осіб (2020).

## Географія
Мічигамм розташований за координатами 46°32′1″ пн. ш. 88°3′24″ зх. д. / 46.53361° пн. ш. 88.05667° зх. д. (46.533584, -88.056757).  За даними Бюро перепису населення США в 2010 році переписна місцевість мала площу 12,05 км², з яких 6,16 км² — суходіл та 5,89 км² — водойми.

## Демографія
Згідно з переписом 2010 року, у переписній місцевості мешкала 271 особа в 125 домогосподарствах у складі 81 родини. Густота населення становила 22 особи/км².  Було 272 помешкання (23/км²).
Расовий склад населення:
| - 97,0 % — білих - 0,4 % — корінних американців |

До двох чи більше рас належало 2,6 %. Частка іспаномовних становила 0,0 % від усіх жителів.
За віковим діапазоном населення розподілялося таким чином: 15,9 % — особи молодші 18 років, 64,2 % — особи у віці 18—64 років, 19,9 % — особи у віці 65 років та старші. Медіана віку мешканця становила 52,7 року. На 100 осіб жіночої статі у переписній місцевості припадало 105,3 чоловіків;  на 100 жінок у віці від 18 років та старших — 111,1 чоловіків також старших 18 років.
Середній дохід на одне домашнє господарство  становив 47 259 доларів США (медіана — 44 063), а середній дохід на одну сім'ю — 60 409 доларів (медіана — 49 545). За межею бідності перебувало 11,6 % осіб, у тому числі 11,4 % дітей у віці до 18 років та 13,9 % осіб у віці 65 років та старших.
Цивільне працевлаштоване населення становило 78 осіб. Основні галузі зайнятості: роздрібна торгівля — 16,7 %, освіта, охорона здоров'я та соціальна допомога — 14,1 %, будівництво — 14,1 %.